# Walter Bou
Walter Ariel Bou (Concordia, 25 agosto 1993) è un calciatore argentino, attaccante del Lanús.

## Biografia
Ha un fratello maggiore, Gustavo, anch'egli calciatore professionista.

## Caratteristiche tecniche
È una prima punta.

## Palmarès

### Club

#### Competizioni nazionali
- Campionato argentino: 2

Boca Juniors: 2016-2017, 2017-2018

#### Competizioni internazionali
- Coppa Sudamericana: 1

Defensa y Justicia: 2020
- Recopa Sudamericana: 1

Defensa y Justicia: 2021